# Casa de les Bruixes (Sant Cugat del Vallès)
La Casa de les Bruixes és un edifici del municipi de Sant Cugat del Vallès (Vallès Occidental) que forma part de l'Inventari del Patrimoni Arquitectònic de Catalunya.

## Descripció

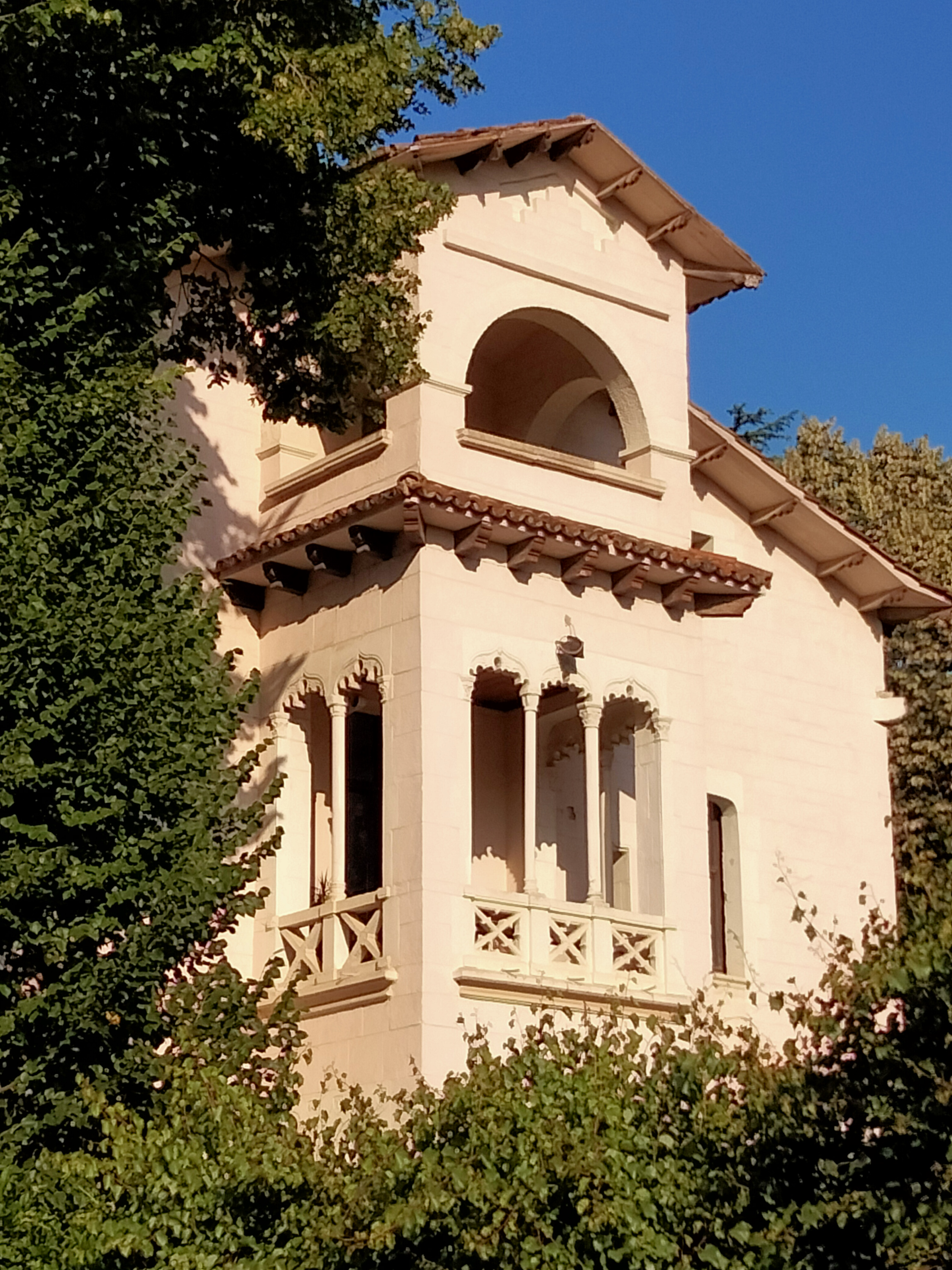
Detall de la façana de darrere

És una casa aïllada envoltada per jardí. A part de l'edifici principal s'hi troben una sèrie de construccions al jardí com a grutes, bancs, i una ermita. L'edifici principal és d'estructura rectangular amb planta baixa i dos pisos. S'estructura en tres cossos essent el central més alt. Predomina l'ornamentació exterior construïda amb arrebossat i formant pedres i carreus, làpides, inscripcions, capitells,... inspirats en motius del zodíac, dels capitells del monestir de Sant Cugat, motius pagans i cristians. Solament manté dempeus les parets mestres i el forjat i part de l'ornamentació interior (majòliques i esgrafiats).